# 中華人民共和國澳門特別行政區旅行證
中華人民共和國澳門特別行政區旅行證（葡萄牙語：Título de Viagem da Região Administrativa Especial de Macau），是具備生物辨識技術的國際旅行證件，由聯合出版集團旗下中華商務安全印務製作供身份證明局簽發。
旅行證的簽發對象為因來澳定居而失去中國內地戶籍及領取中國護照資格的人，以及以難民身份居澳而不能使用原居國家護照的人。
旅行证以个人旅行证的形式发出，申请人的配偶及子女须另外申请独立的旅行证。

## 申請資格
- 同時符合下列條件者方可獲發旅行證：
  - 澳門特別行政區非永久性居民中的中國公民
  - 無權取得其他旅行證件
- 獲確定難民資格的身份證者（但須交出所持有的國民護照或任何其他旅行證件）
- 在澳門特別行政區合法居留，但不符合以上兩種資格的人士可在具有充分理據的情況下可申請

## 旅行證版本

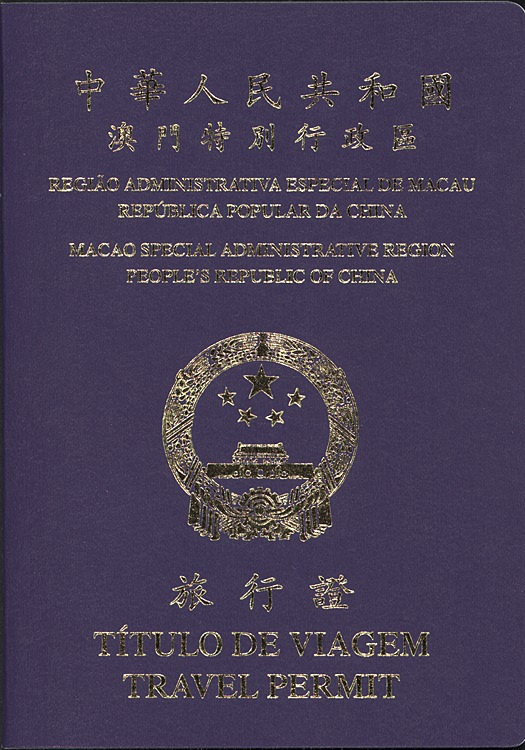
1999年發行的第一版澳門特區旅行證封面

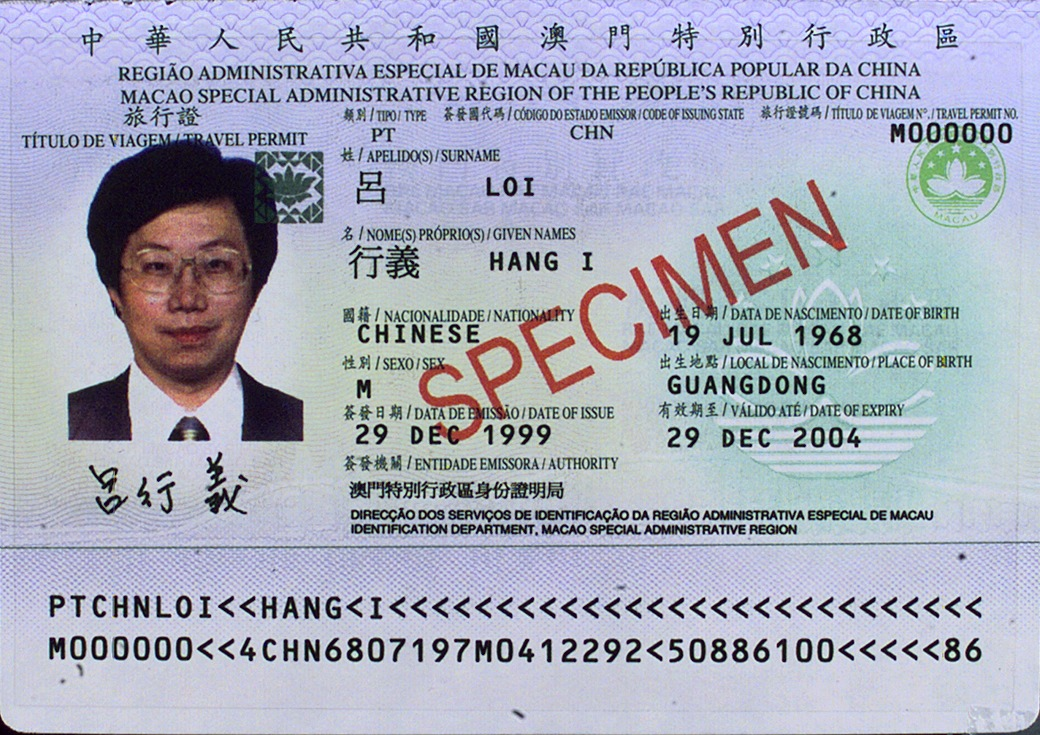
1999年發行的第一版澳門特區旅行證個人資料頁

### 第一版特區旅行證（1999年）

#### 樣式和印製工藝
- 旅行證中文全稱為「中華人民共和國澳門特別行政區旅行證」，葡文全稱為，英文全稱為。
- 旅行證規格為125 x 88 mm，32頁，使用中文繁體字、葡文和英文三種文字。
- 封皮為藍色軟皮，封面均印有中華人民共和國國徽的燙金圖案和旅行證中、葡、英文全稱的燙金文字。
- 內頁採用印有長城水印圖案的專用紙張，有彩虹底紋，浮雕形蓮花圖案。
- 旅行證封二為請求頁（標註：「中華人民共和國外交部請各國軍政機關對持證人予以通行的便利和必要的幫助」）；第1、2、3頁分別為中、葡、英文說明頁；第4、5頁備註頁，第6至31頁為簽證頁，第32頁為應急資料和持照人簽名頁；封三為個人資料頁。
- 旅行證在簽發時，除在資料頁上打印持有人照片和個人資料外，還將在證件的備註頁上加註持有人的身份證號碼、照片和指模等內容。
- 旅行證為機讀證件，資料頁的設計採用了國際民航組織推薦的格式，機讀區設在封三個人資料頁下方。

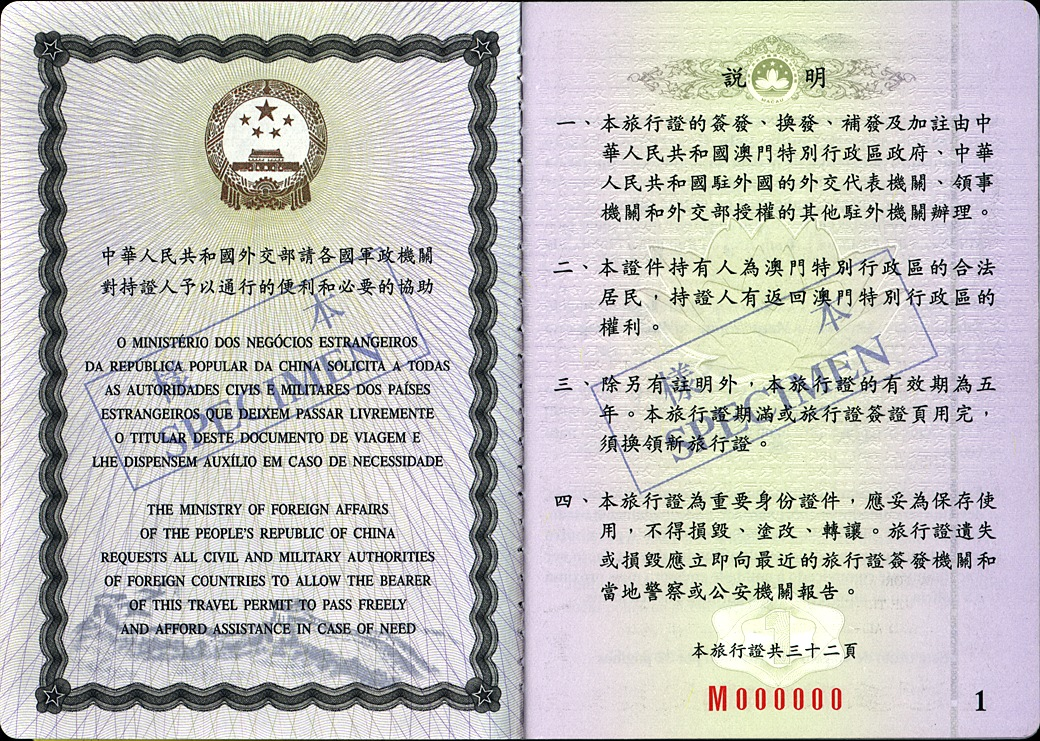
1999年發行的第一版澳門特區旅行證請求頁及說明

旅行證封面內頁分別為中、葡、英文「請求頁」：
中華人民共和國外交部請各國軍政機關對持證人予以通行的便利和必要的幫助

#### 認別
1999年發行的旅行證以一個字母及六個數字所組成的號碼作認別。從2009年起改為兩個個字母及六個數字所組成的號碼作認別。

#### 姓名的登載
- 如申請人的澳門特別行政區非永久性居民身份證上載有多於一個姓名，在旅行證印有個人資料的封底內頁上，只登載其首個姓名，其他姓名於備註頁內登載。
- 在申請人的要求下，可在旅行證印有個人資料的封底內頁上登載不同於首個姓名的另一個姓名。

### 第二版特區旅行證（2009年）

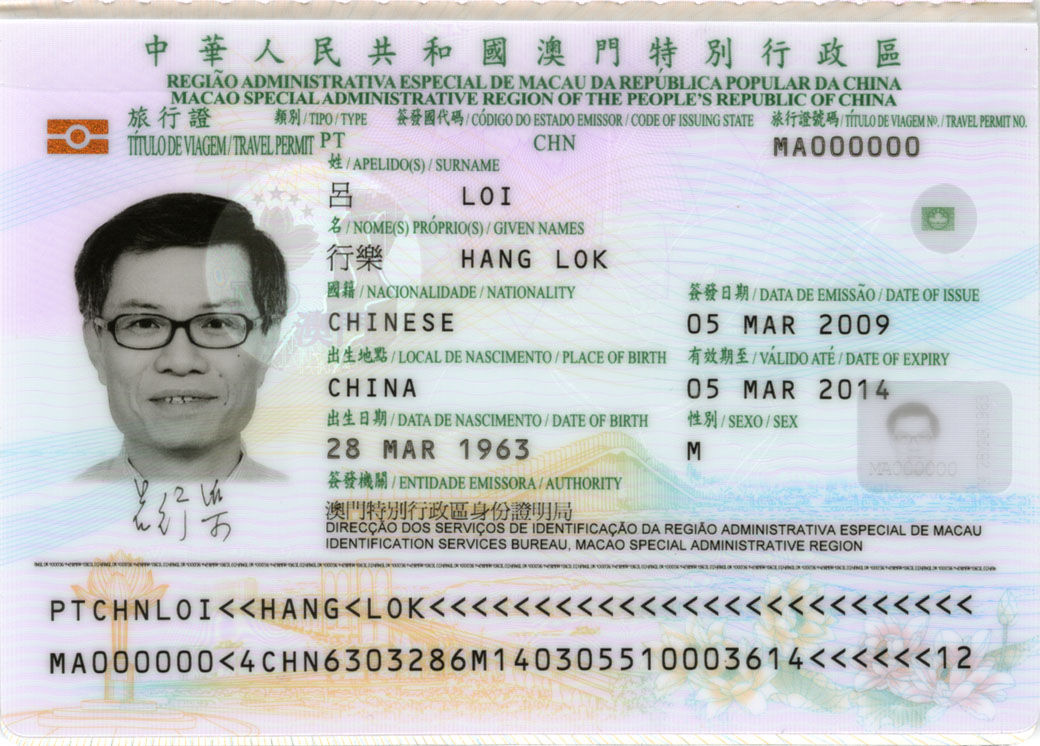
2009年發行的第二版特區旅行證個人資料頁

2009年9月1日起，身份證明局換發第二版護照及旅行證。加入了電子個人資料晶片及多項防偽特徵。

#### 特徵
- 一) 旅行證附有集成電路。
- 二) 集成電路內載有操作系統及持證人的個人資料。

#### 電子旅行證與前版旅行證主要區別
- 封面用字上由原先的「特別」更動為「特别」，即「别」（刀字部加另字）；惟內頁仍用「別」（刀字部加另字不出頭）。
- 頁面作出了調動：新版電子旅行證封頁內頁為「請求頁」，第1、2頁為「備註頁」；第29、30、31頁分別為中、葡、英「說明頁」；第32頁為「應急資料和持照人簽名頁」；「個人資料頁」獨立編製在「請求頁」及「備註頁」之間。
- 封面底部、「個人資料頁」左上方加上了「電子旅行證件」的標誌；
- 電子旅行證內充滿澳門文化特色，加入了世界文化遺產（澳門歷史城區）作為主題；
旅行證內頁改為：加入大三巴、松山燈塔、媽閣廟、三條澳氹大橋及特區區花蓮花等圖案。；
- 「個人資料頁」右方加印一幅多種圖像印刷的持照人相片（與澳門特區智能身份證相同）；
- 「個人資料頁」主題圖案設計，由蓮花改為嘉樂庇總督大橋（澳氹大橋）；
- 「個人資料頁」機讀區背景圖案為西灣大橋及金蓮花廣場；
- 第一頁印有以個人資料微縮字體組成的持照人相片。

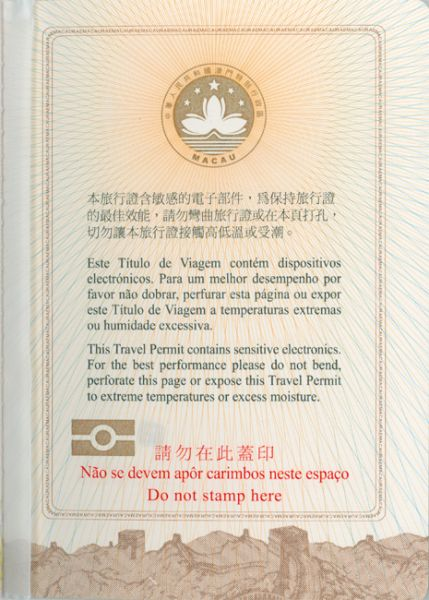
澳門特別行政區電子旅行證封底（2009年起簽發）

- 封底則內置非接觸式晶片，以數碼方式儲存持證人的個人資料、容貌影像和右手指紋，並印有以下說明：

本旅行證含敏感的電子部件，為保持旅行證的最佳效能，請勿彎曲旅行證或在本頁打孔，切勿讓本旅行證接觸高低溫或受潮。
請勿在此蓋印
Não se devem apôr carimbos neste espaço
Do not stamp here

#### 旅行證內所載的資料
- 一) 旅行證件內載有下列可見資料：

1. 旅行證號碼
2. 簽發國代碼
3. 證件種類
4. 簽發日期
5. 有效期
6. 持證人的姓名
7. 持證人的其他姓名
8. 出生日期
9. 出生地點
10. 性別
11. 國籍
12. 樣貌
13. 簽發機關
14. 右手食指指紋，如持證人年滿五周歲
15. 持證人的簽名
16. 光學閱讀代碼

- 三、旅行證件集成電路內載有下列資料：

1. 第一款 (1) 至 (13) 項所指的旅行證件上的可見資料；
2. 持證人右手食指和左手食指指紋，如持證人年滿五周歲；
3. 身份證明局用於防止偽造證件、非法更改或讀取資料的旅行證件數碼證書及密碼匙。

- 四、如上款 (2) 項所指的右手食指指紋因持證人沒有右手食指而不能取得，或不能清晰辨認，則用右手另一隻手指代替，
依次為：右手拇指、右手中指、右手無名指。
- 五、如第三款 (2) 項所指的左手食指指紋因持證人沒有左手食指而不能取得，或不能清晰辨認，則用左手另一隻手指代替，
依次為：左手拇指、左手中指、左手無名指。
- 六、如第四款及第五款所指的指紋均無法取得，則集成電路內相應位置留空。

- 澳門特區旅行證並無特別標註持證人之身份證號碼，只隱藏記載於光學閱讀代碼第二行右方和新版電子旅行證第一頁（備註頁）中以個人資料微縮字體組成的持照人相片內。
- 「出生日期」、「簽發日期」和「有效期至」三項，按：日、月、年（日期及年份為2位數；月份以英文字母3位元表示）按：日、月、年（日期為2位數，年份為4位數；月份以英文字母3位元表示）

### 第三版特區旅行證（2019年）
2019年12月3日起，身份證明局換發新版電子旅行證及電子旅行證件。與前版旅行證主要區別如下：
1. 鐳射穿孔技術：持證人的相片以鐳射穿孔技術射印於資料頁上，鐳射穿孔圖像下為持證人的旅行證件號碼。
2. 凹凸防偽圖案：澳門特區區徽、蓮花圖案及「PASSPORT」（在護照上）或「TRAVEL PERMIT」（在旅行證上）字樣具有凹凸手感。
3. 透明全息圖：光學防偽標籤，從不同角度下可看到彩色背景、長城浮水印、微縮文字、澳門特區區徽的動態效果及文字「澳門」與「MO」彈出輪廓和移動效果。
4. 扇形展開後的效果：旅行證件本子側頁邊向左呈扇形展開時，可見到「澳門」字樣，向右展開則見到蓮花圖案及「MACAU」字樣。

## 签证待遇
目前，共有14个国家或地区同意给予澳门特别行政区旅行证持有人免签证或落地签证待遇，摩洛哥不對特區旅行證發出簽證。

### 亚洲
| 国家或地区 | 便利待遇 | 停留期                           |
| ---------- | -------- | -------------------------------- |
| 亞美尼亞   | 免签证   | 90天                             |
| 马来西亚   | 免签证   | 14天                             |
|            | 免签证   | 10天（有条件）                   |
| 馬爾地夫   | 落地签证 | 30天                             |
| 新加坡     | 過境免簽 | 澳門官方未正式確認 4天（有条件） |

### 欧洲
| 国家或地区 | 便利待遇 | 停留期 |
| ---------- | -------- | ------ |
| 白俄羅斯   | 免签证   | 30天   |

### 非洲
| 国家或地区 | 便利待遇 | 停留期 |
| ---------- | -------- | ------ |
|            | 免签证   | 90天   |
|            | 免签证   | 90天   |
| 塞舌尔     | 免签证   | 30天   |
| 纳米比亚   | 免签证   | 30天   |

### 美洲
| 国家或地区 | 便利待遇 | 停留期 |
| ---------- | -------- | ------ |
| 乌拉圭     | 免签证   | 90天   |
| 多米尼克   | 免签证   | 90天   |
| 格瑞那達   | 免签证   | 90天   |
| 智利       | 免签证   | 30天   |

### 大洋洲
| 国家或地区 | 便利待遇 | 停留期             |
| ---------- | -------- | ------------------ |
| 萨摩亚     | 免签证   | 30天               |
| 帛琉       | 落地签证 | 30天，可延长至90天 |

## 脚注
1. ↑  許持有10天內返程或赴第三國機票即可免簽入境烏茲別克斯坦。入境時須向邊防人員出示10天內任
一航空公司返程或赴第三國機票。
2. ↑  过境免签证。须持有有效 美国、 加拿大、 申根、 英国、 日本、 或 新西兰签证并以海路或空路离境（入境方式无要求）前往第三国，并持有相应船（机）票，可停留96小时。若所持发达国家签证为单次签证且已经使用过，则必须从该国直接前往新加坡，且最终目的地为中国。若所持发达国家签证为长期签证，则入境新加坡时该签证剩余有效期至少有1个月。